# Richardia stellaris
Richardia stellaris là một loài thực vật có hoa trong họ Thiến thảo. Loài này được (Cham. & Schltdl.) Steud. miêu tả khoa học đầu tiên năm 1840.